# Denis Cannan
Denis Cannan (Oxford, 14 de mayo de 1919 – 25 de septiembre de 2011) fue un dramaturgo  y guionista británico. 

## Vida
Denis Pullein-Thompson era hijo del capitán Harold J. Pullein-Thompson y la novelista Joanna Cannan, aunque cambió su nombre en 1964. Sus hermanas menores fueron Josephine Pullein-Thompson, Diana Pullein-Thompson y Christine Pullein-Thompson. Después de trabajar como actor, se unió al Queen's Royal Regiment of West Surrey cuando estalló la Segunda Guerra Mundial y allí alcanzó el rango de capitán.
Se casó con Joan Ross en 1946. Tuvieron dos hijos y una hija, y después de que se divorciasen Cannan se volvió a casar con Rose Evansky en 1965.
Denis Cannan se convirtió en un dramaturgo de éxito conocido sobre todo por sus comedias. Aparte de las obras de teatro, escribió guiones para la radio y la televisión. Con Christopher Fry, en 1953  adaptó para el cine The Beggar's Opera con Laurence Olivier como protagonista.
También escribió el guion para la película de 1963, Tamahine, que debe compararse en tema con The French Mistress, de 1960 (adaptado de la obra de 1955).

## Obra
- Captain Carvallo (1950)
- Misery Me! (1955)
- The Power and the Glory (adaptación) (1956)
- US (1966)
- Colombe
- Dear Daddy
- Ibsen's Ghosts (adaptación)
- Max
- One At Night
- The Ik (adaptación)
- You and Your Wife
- Who's Your Father?